# Canela (Chile)
Canela es una comuna del Norte Chico de Chile ubicada en la Provincia de Choapa, Región de Coquimbo. Su capital es la localidad de Canela Baja. Limita al norte con las comunas de Punitaqui y Ovalle, al sur con las comunas de Illapel y Los Vilos, al este con la comuna de Combarbalá y al oeste con el Océano Pacífico. Esta comuna fue epicentro del terremoto ocurrido el 16 de septiembre de 2015. En la comuna de Canela se presenta el ancho mínimo del territorio nacional, con una extensión de 90 km a los 31°37′ S, entre Punta Amolanas y Paso de la Casa de Piedra.
Esta comuna es actualmente conocida por realizar cada verano un Festival de la Canción “Canela canta en verano”y también por ser la primera comuna en Chile en desarrollar la energía eólica. Actualmente la comuna cuenta con 4 parques eólicos en funcionamiento, el Canela I (11 aerogeneradores), el Canela II (40 aerogeneradores), el Punta Palmeras (15 aerogeneradores) y El Totoral (27 aerogeneradores), obteniendo un total de 170,15 MW de potencia instalados, lo que la sitúa desde 2007 como la comuna pionera en Chile en el desarrollo e inversión de energías limpias, posicionando a Chile en el segundo lugar de Sudamérica, después de Brasil.

## Toponimia
El nombre Canela proviene del quechua “kanannay”, que significa centello del sol, esto se debe a que la zona de Canela y sus comunidades interiores en gran parte del siglo XVIII, siglo XIX e incluso el siglo XX fue una gran explotadora de oro, específicamente en la comunidad de Espíritu Santo.

## Historia

### Fase amerindia-prehispánica
La historia del poblamiento de la región data desde unos 11 a 15 milenios, según Montané y Bahamondes (1973), los que fueron arrojados según los resultados del análisis de un sitio arqueológico situado en la localidad de Quereo, esto a unos 3 km al sur de Los Vilos, comuna vecina a Canela, donde se encontraron numerosos vestigios paleo-indios de grupos similares a los encontrados en San Vicente de Tagua Tagua, en la Región de O'Higgins, los cuales se dedicaban a la caza de animales pleistocénicos, siendo estos los primeros vestigios de seres humanos que llegaron al territorio nacional y que producto de la migración de estos hacia el norte, han dejado huella en la región y en la comuna. Uno de los grupos más antiguos de recolectores y pescadores corresponden a la cultura Huentelauquén, cuyo sitio se localiza en Huentelauquén, al sur de la comuna de Canela. Algunos datos permiten determinar su área de distribución, que comprende desde Carricillo por el norte hasta Pichidangui por el sur. Los emplazamientos de esta cultura se encuentran en terrazas marinas superiores a los 30 metros, desde donde se resguardaban de la acción del mar. Su principal alimento venía del mar, mientras que los habitantes del interior de estos asentamientos, incluyendo los primitivos habitantes de Canela se abastecían de la caza y la recolección de frutas y bayas silvestres.
Posteriormente, el lugar fue habitado por grupos diaguitas y picunches, encontrándose ya dominados por el imperio Inca a la llegada de los españoles a Chile. Tras la invasión inca a Chile, por la zona cordillerana de Canela pasó el Camino del Inca en Chile central. Este mismo fue seguido por Diego de Almagro (1536) y por Pedro de Valdivia (1540) para acceder al Valle de Aconcagua y al Valle del Río Mapocho.

### Fase de conquista española
Los primeros antecedentes históricos de Canela indican que fue un sitio de lavaderos de oro que sustentaban la conquista española. Los antiguos lavaderos de Espíritu Santo provocaron un fuerte interés del gobierno de García Hurtado de Mendoza a mediados de siglo XVI, a los que se sumaron otros hallazgos en sitios como Los Perales, Alhuemilla y Las Palmas. Las ganancias auríferas de Andacollo y Canela rindieron un promedio anual entre 1571 y 1577 de 24.724 pesos de oro de esa época.
Las fuentes documentales que se han conservado hasta nuestros días señalan que el pueblo de Mincha sería considerado como el más antiguo del Valle del Choapa, insertándose en la administración del territorio por parte de la Corona española. Las circunstancias fijan el nombre de este, ya que este pueblo era el punto de descanso que hacían los españoles el trayecto entre La Serena y Santiago, el que debido a las amplias distancias en la época, los viajes podían demorar varios días.
En el año 1578 se levanta la primera capilla construida con paja y barro en el tambo de Chalinga dedicada a la veneración del Santo Cristo de la Agonía cuya imagen aún se conserva en ese lugar. Posteriormente en Mincha se construye otra Capilla denominada Nuestra Señora de los Remedios y en 1962, se rige como la parroquia de Choapa La Baja y su iglesia queda bajo la advocación de San Vicente Ferrer, y el asiento minero de Illapel bajo su jurisdicción, como Viceparroquia.
El gobernador Alonso García de Ramón otorga la merced de tierra que comprende La Canela y El Totoral a don Francisco de Aguirre en 1600, recibiendo desde el paraje del Totoral hasta el río Choapa con seis leguas de largo y tres y media de ancho, cubriendo desde el mar hasta el cerro Llampangui por el oriente. En 1605 se le otorgó otra merced de tierras a don Alonso de Ahumada, con terrenos que abarcan la superficie entre el estero Millahue y la quebrada de Atelcura (actuales Tunga Norte, Tunga Sur y Mincha), lo que en su época correspondía a la estancia de Mincha. La dinámica de venta y traspaso de las tierras se inicia tempranamente, cuando don Francisco de Aguirre permuta con don Pedro Cortés Monroy unas tierras que este último poseía en las cercanías de La Canela.
Para 1626 Pedro Cortés de Monroy se queda con el sector de la hoya de la Canela, debido a la venta de sus tierras a Juan Ahumada. Sus límites iban desde Agua Salada por el norte, al sur del río Choapa, al oeste el mar y al oriente la quebrada de Huichigallego, dando origen a la actual comunidad de Huentelauquén. Con posterioridad, a la muerte de don Pedro Cortés Monroy, su viuda, donó las tierras a don Diego Cortés Monroy Pérez que corresponden al estero de Canela y unas tierras ubicadas en el Limarí. La producción de esta estancia para 1705 contaba con «una crianza de 300 yeguas, con crías de mulas, con 20 mañosos e incluye una mina de oro denominada “Espíritu Santo” y que al dividirse dan origen las estancias de Canela Alta y Canela Baja».
Las tierras correspondientes a la hermana de don Pedro, doña Baltazara Cortes del Castillo, se constituye en la comunidad de Canelilla. La evolución de la estancia de Canela Baja dará origen a la comunidad de Yerba Loca, la hacienda de Espíritu Santo y a la comunidad de Canela Baja. Por otra parte la división de la estancia de Canela Alta por venta o herencia genera las constituciones de las comunidades de Agua Fría Alta, El Chiñe, Las Tazas, El Pangue, Huichigallego y Lo Gallardo.
El pueblo de Canela fue asentado a fines del siglo XVIII, a raíz de haberse descubierto arenas auríferas en sus esteros y quebradas, siendo la población de la aldea de La Canela formada por los descendientes de la marquesa de la Pica, Pedro y Diego Cortés Monroy y en su mayor parte la gente venida de los alrededores del vecino pueblo de Mincha.

### SigloXIX

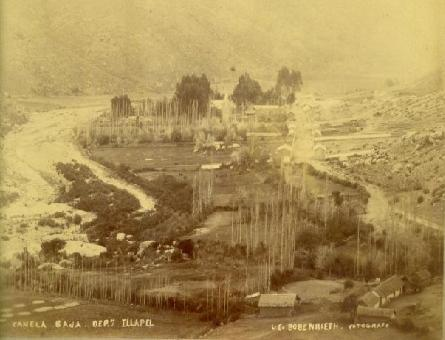
Vista de Canela Baja en 1870.

Con la instauración de la República, Mincha quedó incluida en la jurisdicción de la provincia de Coquimbo, como distrito de la delegación de Illapel. En 1832, durante el gobierno de José Joaquín Prieto, esta delegación fue elevada la categoría de departamento, calidad que mantuvo hasta 1885, cuando el gobierno central creó la subdelegación de Mincha adscrita al departamento de Illapel. Se dice que gracias al constante comercio de "trueque" entre la comuna y el continente europeo por medio del puerto de "Puerto Oscuro" hoy se pueden encontrar en muchas de las casas más antiguas de la comuna muebles y artículos finos provenientes del antiguo continente.
La creación de la comuna de Canela data del 22 de diciembre de 1891, con el dictamen de la ley de comuna autónoma, estableciéndose el municipio el 17 de marzo de 1894, durante la gestión del presidente Jorge Montt Álvarez.
El primer alcalde de la municipalidad de Canela fue Luis Alberto Infante Montt, pariente de los presidentes Montt.
Francisco Astaburoaga escribió en 1899 en su Diccionario Geográfico de la República de Chile: 113  sobre el lugar:

Canela.-—Aldea del departamento de Illapel, situada por los 31° 26' Lat. y 71° 28' Lon. á unos 45 kilómetros al NO. de la ciudad capital y 16 hacia el N. de la aldea de Mincha. Está asentada en la ladera de una quebrada por donde corre un corto riachuelo de su nombre, que se dirige hacia el S. á desembocar en la derecha del río Chuapa por el lado occidental de esa aldea, cuya denominación, así como la de Huinchigualleo, toman también el riachuelo y la quebrada en esta parte. Contiene 600 habitantes, una iglesia, escuela primaria gratuita y oficinas de registro civil y de correo. Á mediados del siglo anterior y hasta entrado el presente se extrajo de los derrames inmediatos bastante oro en polvo, lo que dió origen á esta población. Tiene cercano otro caserío, llamado Canela Alta, situado en la parte superior de la misma quebrada y de una población casi igual y de formación más reciente. En los contornos de estos pueblos no faltan cultivos y se trabajan minas de cobre.

### SigloXX
El geógrafo Luis Risopatrón lo describe como una ‘aldea’ en su libro Diccionario Jeográfico de Chile en el año 1924:: 131 

Canela (Aldea) 31° 26' 71° 27'. De corto caserío, con servicio de correos, rejistro civil i escuelas públicas, se encuentra asentada en la ladera E de la quebrada del mismo nombre, en la que no faltan cultivos i minas de cobre, hacia el SW de Canela Alta; a mediados del siglo XVIII i hasta entrado el XIX, se estrajo de los derrames inmediatos bastante oro en polvo, lo que dio oríjen a esta población.

En 1927, durante el gobierno del General Carlos Ibáñez del Campo, se efectúa una reforma administrativa y en lo que hasta entonces era de la comuna de Canela, se crea la comuna de Mincha, anexándosele los territorios de Tunga Sur, Mincha Sur y Huentelauquén. En 1941, el alcalde Oscar Estanislao Ollarzú Fernández traslada el municipio al pueblo de Canela, el cual se encontraba en la localidad de Mincha. Entre sus obras más importantes se cuentan la pavimentación de gran parte de las aceras del pueblo y la instalación de la energía eléctrica tanto en la vía pública como en algunos de los hogares del pueblo.
En 1978, durante la dictadura militar, se fijó como capital de la comuna de Mincha al pueblo de Canela Baja. Diez años más tarde, mediante la ley 18715, se cambió el nombre de comuna de Mincha por Canela.

### Escudo de Armas
El Escudo perteneció a unas de las familias troncales más antiguas de la Región de Coquimbo, que fueron además, desde la época de la Conquista, los primitivos dueños de “la estancia de la canela”, la familia Cortés Monroy.
Fue otorgado por real cédula al Marqués de Piedra Blanca de Huana, Francisco de Aguirre, quien en la época de la Conquista, se la permutó a los Cortés Monroy, durante la gobernación de García Ramón.
El escudo: "En campo de oro (amarillo), cuatro palos de gules (rojo), bordura de azur (azul) cargada de 8 cruces de San Juan de oro", fue adoptado oficialmente como Emblema heráldico el 10 de diciembre de 1984 por decreto alcaldicio de la alcaldesa María Nubia Jorquera Valencia.

## Medio ambiente

### Geomorfología

Trazado simplificado de los ecosistemas y cuerpos de agua presentes en la comuna de Canela.

La comuna de Canela está ubicada a orillas del estero homónimo, en la provincia del Choapa, a 290 m s. n. m. Las aguas de su estero desembocan al río Choapa, el cual tiene como destino el océano Pacífico, su clima es el Estepárico o Semiárido. sus precipitaciones promedian unos 169.51 mm anuales. Canela se encuentra a 17 km aproximadamente de la Ruta 5, a la altura del kilómetro 280, hacia el interior por la Ruta D-71. La superficie comunal es de 2.213 km², de los cuales 2.212,56 km² son terrenos rurales y 0,44 km² urbanos.
La comuna de Canela se encuentra emplazada en las unidades geomorfológicas de Planicie marina o fluviomarina, Cordones transversales y Llanos de sedimentación fluvial o aluvional

### Clima
Canela presenta según la clasificación climática de Köppen clima mediterráneo de lluvia invernal (Csb), clima mediterráneo de lluvia invernal de altura (Csb (h)), clima semiárido (BSk), clima semiárido de lluvia invernal (BSk (s)) y clima semiárido de lluvia invernal e influencia costera (BSk (s) (i)); con precipitaciones importantes, las cuales se concentran entre los meses de mayo a septiembre, siendo estas bastantes escasas debido a la fuerte sequía que afectó a la comuna desde 1998 a 2011, lo que ha llevado a declarar por las autoridades a la comuna como zona de escasez hídrica y zona de emergencia agrícola. Las temperaturas son frescas en invierno, las cuales incluso han llegado a varios grados bajo cero, con heladas frecuentes aunque menores que en otras regiones, las precipitaciones promedian anualmente los 169,51 mm. Las temperaturas en verano son altas, con máximas que superan fácilmente los 25 °C y ocasionalmente los 30 °C.

### Hidrografía
Esta además se halla entre las cuencas hidrográficas de Costeras entre el Río Choapa y Río Quilimarí, Costeras entre el Río Limarí y Río Choapa, Río Choapa y Río Limarí. Además, la comuna posee diversos cuerpos de agua, entre los que se destacan el Estero Canela y el Río Choapa.

### Componentes bióticos
Dentro del territorio de la comuna se pueden hallar los siguientes ecosistemas:
- Bosque esclerófilo mediterráneo andino donde predominan Kageneckia angustifolia y Guindilia trinervis (Vulnerable)
- Matorral arborescente esclerófilo mediterráneo costero donde predominan Peumus boldus y Schinus latifolius (Preocupación menor)
- Matorral arborescente esclerófilo mediterráneo interior donde predominan Quillaja saponaria y Porlieria chilensis (Preocupación menor)
- Matorral desértico mediterráneo costero donde predominan Bahia ambrosioides y Puya chilensis (Vulnerable)
- Matorral desértico mediterráneo interior donde predominan Flourensia thurifera y Colliguaja odorifera (Preocupación menor)
- Matorral espinoso mediterráneo interior donde predominan Trevoa quinquinervia y Colliguaja odorifera (Preocupación menor)

### Medidas de protección ambiental y conflictos socioambientales
Hasta 2022, la comuna de Canela cuenta con las siguientes zonas que cuentan con algún nivel de protección ambiental:
- Desembocadura Río Choapa (Sitios ERB)[25]
- Hacienda El Durazno (Iniciativa de Conservación Privada)[26]
- Las Salinas de Huentelauquén (LSH) (Sitio Ramsar)[27]

#### Humedal Huentelauquén
Formado por la desembocadura del río Choapa en el océano Pacífico, este humedal costero es el más grande en su tipo a nivel regional. Ha sido definido por la comunidad científica como Sitio Prioritario para la Conservación de la Biodiversidad de la Región de Coquimbo, además de Área de Interés Científico, en función de la gran diversidad de flora nativa y endémica que se encuentra en sus diversos ambientes. En 2011, se le ha otorgado protección formal, bajo la figura de Área Prohibida de Caza, denominación que asigna el Servicio Agrícola Ganadero de Chile, SAG.
Esta última denominación marcó un hito en la conservación a nivel local, pues el Humedal Huentelauquén se transformó en la primera Área Prohibida de Caza para la Región de Coquimbo e implicó un trabajo en conjunto entre la Comunidad Agrícola Huentelauquén, la Municipalidad de Canela, el Ministerio del Medio Ambiente y de Agricultura de Chile y un equipo de investigadores pertenecientes al Laboratorio de Ecología de Vertebrados de la Universidad de La Serena, los cuales en la actualidad siguen desarrollando tareas de educación e investigación en el área.
La fauna más característica de este ecosistema son las aves, encontrándose más de 100 especies nativas, muchas de las cuales son migratorias, provenientes de la Patagonia por el sur y la tundra ártica por el norte, además de especies cordilleranas y residentes que hacen de este ecosistema su refugio.

## Demografía

### Población
| Año                                       | Población |
| ----------------------------------------- | --------- |
| 1907                                      | 10 420    |
| 1920                                      | 7672      |
| 1930                                      | 9969      |
| 1940                                      | 11 371    |
| 1952                                      | 12 070    |
| 1960                                      | s.i       |
| 1970                                      | 10 246    |
| 1982                                      | 10 703    |
| 1992                                      | 10 140    |
| 2002                                      | 9379      |
| 2017                                      | 9093      |
| [ 28 ] [ 29 ] [ 30 ] [ 31 ] [ 32 ] [ 33 ] |           |

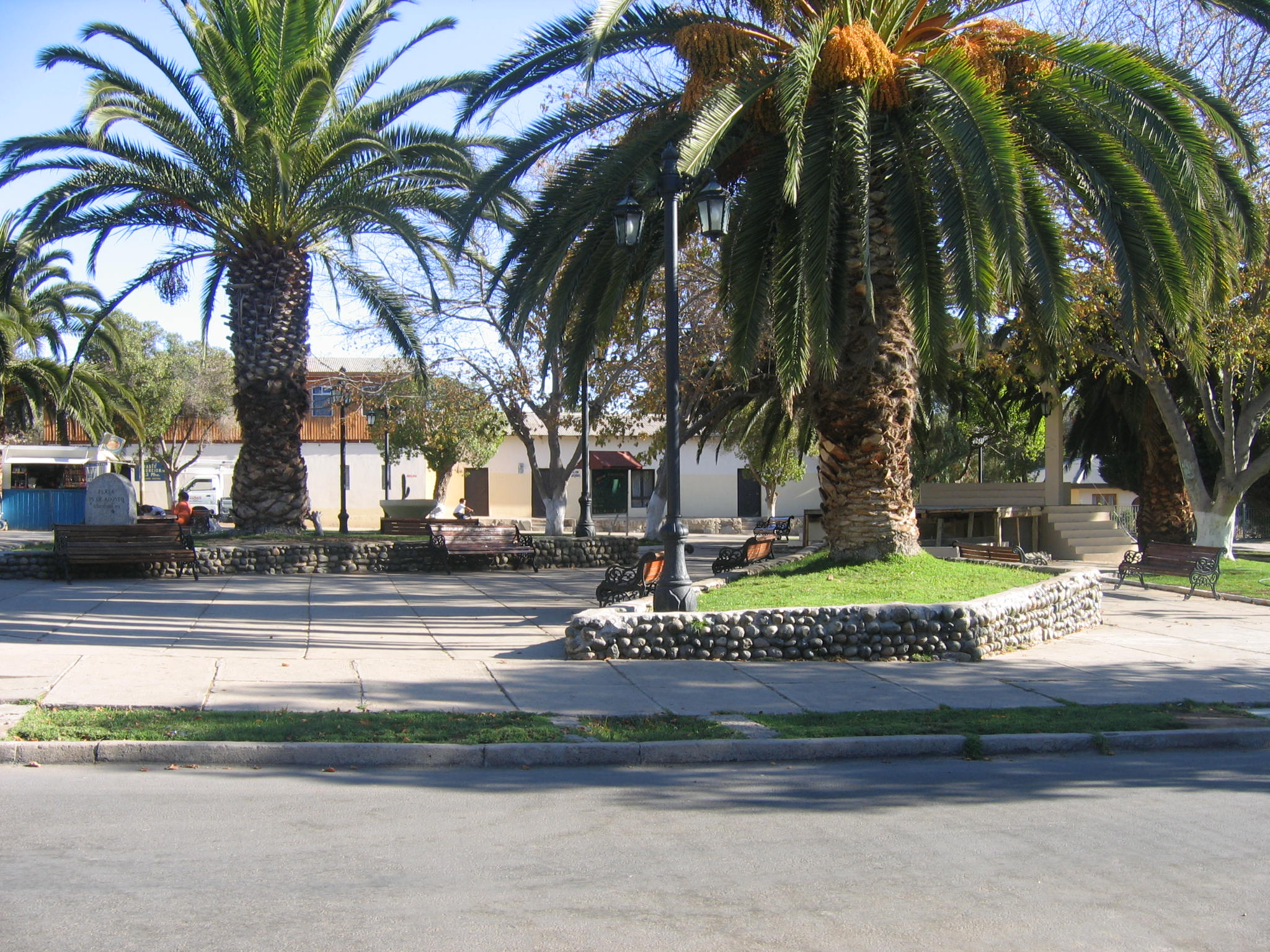
Plaza de Armas de Canela (2006).

De acuerdo a los datos del Censo de Población y Vivienda de 2017, la comuna de Canela posee 9.093 habitantes, disminuyendo de los 9379 señalados en el censo de 2002. De éstos, el 18,6 % vive en zonas urbanas y el 81,4 %, en zonas rurales. De tal modo, la población de Canela representa: el 1,5 % de la población regional y el 11,4 % de la población provincial. La población urbana corresponde al pueblo de Canela Baja, mientras que la población rural se distribuye, a grandes rasgos, en la subcuenca del estero Canela, la zona costera y desembocadura del río Choapa. Algunas de las localidades rurales más pobladas son Canela Alta, Huentelauquén Norte, Huentelauquén Sur y Mincha Norte.
A 2017, en la localidad de Canela Baja habitaban 1918, en Canela Alta y Población La Manga 808, Huentelauquén Norte 798, Huentelauquén Sur 518, El Llano 223, Mincha Norte 214 y Los Rulos 203 personas.
Según la Encuesta Casen en la comuna existe un número de 2282 hogares, donde los propietarios dueños de su vivienda llega al 82,8 %.
Su población comunal distribuida por sexo es de 4737 hombres (50,5 %) y 4642 mujeres (49,5 %). En la comuna viven 1744 habitantes en la zona urbana y 7635 habitantes en las zonas rurales. La comuna presenta una variación Intercensal de -7,5 %, respecto al censo de 1992.

### Pobreza
Canela estaba considerada entre las 5 comunas más pobres de Chile, eso con el tiempo fue cambiando, gracias a una serie de políticas tanto de gobierno como comunales para derrotar la extrema pobreza, actualmente y debido a las inversiones en materia de parques eólicos, entre otros, gran parte de los canelinos poseen empleos estables y bien remunerados, cabe destacar que la fuente de ingreso de los canelinos es la agricultura, de ahí lo inestable de las fuentes laborales y de los resultados en relación con la pobreza.

## Administración

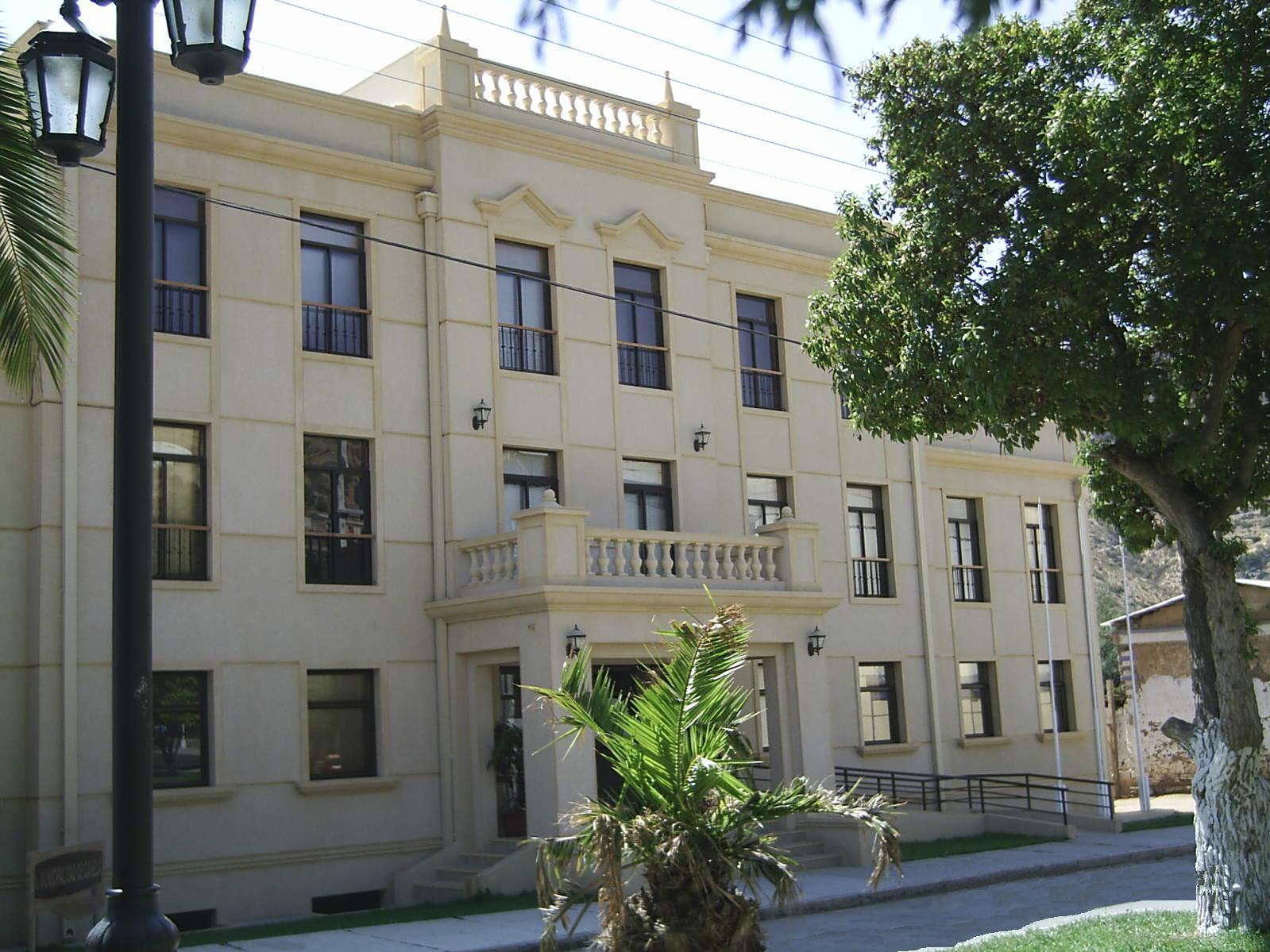
Edificio Municipal.

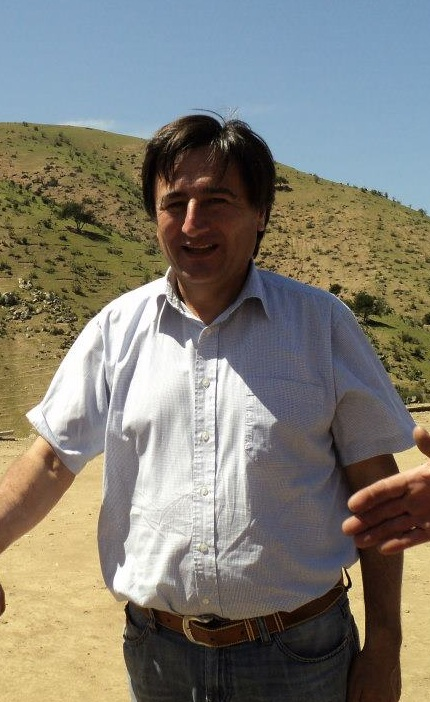
Bernardo Leyton, actual alcalde de Canela.

Canela pertenece al distrito electoral n.º 5 y a la 4.ª circunscripción senatorial (Coquimbo). Es representada en la Cámara de Diputados y Diputadas del Congreso Nacional por las diputadas Nathalie Castillo (PCCh) y Carolina Tello (FA), así como también por los diputados Daniel Manouchehri (PS), Marco Antonio Sulantay (UDI), Ricardo Cifuentes (PDC), Juan Manuel Fuenzalida (UDI) y Víctor Pino (D). A su vez, es representada en el Senado por los senadores Daniel Núñez Arancibia (PCCh), Sergio Gahona Salazar (UDI) y Matías Walker Prieto (D).
La comuna es administrada por el alcalde Bernardo Leyton Lemus (PCCH), por el periodo 2021-2024, luego de imponerse con el 51,76% de los votos en los comicios del 15 y 16 de mayo en las elecciones municipales de Chile 2021. Además, la comuna posee a los siguientes concejales:
- Evelyn Pereira Lanas (Ind)
- Waldo Contreras Cortés (PPD)
- Homero Cortés Campusano (PCCH)
- Manuel Navarro Vega (PCCH)
- Misael Rivera Cortés (PPD)
- Norman de la Cruz Araya (Ind-PPD)

### Localidades
Canela se divide en 9 cabeceras territoriales, las cuales incluyen todas las localidades de la comuna.
Estas son:
1. Cabecera de Canela: Carquindaño, Yerba Loca, El Zapallo, El Almendro, El Llano, Canela baja.
2. Cabecera de Agua Fría: Las Tazas, Agua fría Alta, Agua Fría Baja, El Pangue, Matancilla, El Potrero.
3. Cabecera de Atelcura: Atelcura Alta, Atelcura Baja, Cabra Corral, La Capilla.
4. Cabecera de Canela Alta: Canela Alta, Canelilla, Barrio Alto, Los Canelos, La Parrita, Quebrada de Linares, Las Barrancas.
5. Cabecera de El Chilcal: El Chilcal, Poza Honda, Fasico Alto, Fasico Bajo, Los Ranchos, Jabonería.
6. Cabecera de Espíritu: Las Palmas, Alhuemilla, La Cortadera, El Riíto, Los Perales, El Talhuen.
7. Cabecera de Huentelauquén: Huentelauquén Norte, Huentelauquén Sur, Mincha Norte, Mincha Sur, Las Barrancas de Mincha, Chipana.
8. Cabecera de Los Pozos: Los Pozos, Las Trancas, Quelón, El Durazno, Los Rulos, Coligue Bajo, Coligue Alto.
9. Cabecera de Puerto Oscuro: Puerto Oscuro, Angostura de Gálvez, Los Tomes, Las Maulinas, El Totoral, Puerto Manso.

#### Mincha y Mincha Sur
El pueblo de Mincha se ubica en la ribera norte del río Choapa, a 15 km de la ruta Panamericana Norte desde Huentelauquén. El nombre de Mincha es la derivación de “minche”, que en mapudungún, la lengua mapuche, significa “abajo”, lo que expresa bien su localización “bajo el cerro”, entre el cerro y el río Choapa. Cuenta con una hermosa iglesia del siglo XVII, en otros atractivos turísticos.
La localidad de Mincha Sur, como su nombre lo dice, se ubica en el otro margen del río Choapa. Desde este pueblo se observa una gran vista del paisaje rural que lo rodea. En esta localidad pueden ser visitados sitios arqueológicos, y carreras de liebres.

#### Canela Baja y Canela Alta
Canela Baja es la localidad más importante de la comuna, capital comunal, ubicada a 17 kilómetros del cruce con la Carretera Panamericana Norte, por la Ruta D-71. En él se encuentra la Ilustre Municipalidad de Canela, su edificio consistorial, en cuyas dependencias se realiza cada año el Festival de la Canción "Canela Canta en Verano", el único Consultorio Urbano de la comuna, la oficina de Correos, el Servicio de Registro Civil e Identificación y el Retén de Carabineros junto con la mayor parte de los servicios establecidos en la comuna emplazados principalmente en su calle principal, Estanislao Ollarzú. También se encuentran en el pueblo, iglesias de distintos credos, una media luna, un salón cultural, la única radio, un cajero redbanc, la plaza de armas y pequeñas plazuelas. La población de Canela Baja no supera los 2.000 habitantes.
Canela Alta es un pequeño poblado ubicado a unos 7 kilómetros al interior de Canela Baja, por la Ruta D-71, posee no más de 800 habitantes, y en él se encuentra una posta, un puente colgante y algunos servicios.

#### Huentelauquén
En la ribera norte del río Choapa, se encuentra Huentelauquén Norte y Huentelauquén Sur,
La agricultura es el principal sustento de sus habitantes junto a la ganadería. A unos 3 km al sur del río Choapa, se ubica la hacienda Huentelauquen (Huentelauquen Sur) que es conocida por sus productos típicos: queso de vaca, empanadas de queso, jugos de papaya y palta.

## Economía

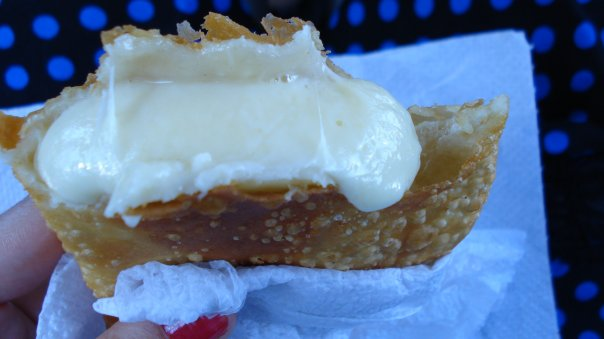
Empanadas de Queso mantecoso de Huentelauquén.

La principal actividad económica canelina es la ganadería, con la crianza de bovinos, ovinos y caprinos, los cuales con sus productos como leche y cuero generan los medios de sustento para buena parte de la población de la comuna, especialmente con la producción caprina. A esta actividad se une el desarrollo de la agricultura de secano, siembra de cominos, variada producción de hortalizas y también de anís. Las lluvias esporádicas en la zona permiten ocasionalmente el cultivo de otras especias y cereales. También se encuentra dentro de las actividades económicas de la zona la minería aurífera.
La comuna no cuenta con el desarrollo e inversiones en actividades económicas secundarias o manufacturas, distinto ocurre en el área de los servicios o actividades terciarias, que en la comuna está compuesto por el comercio y los empleados públicos (empleados municipales), que en la comuna se concentran en su mayoría en canela baja.
En 2018, la cantidad de empresas registradas en Canela fue de 104. El Índice de Complejidad Económica (ECI) en el mismo año fue de -0,61, mientras que las actividades económicas con mayor índice de Ventaja Comparativa Revelada (RCA) fueron Explotación Mixta (174,13), Cultivo Forrajeros en Praderas Naturales (23,2) y Transporte Interurbano de Pasajeros Vía Autobús (17,51).
La Comuna de Canela ha sido afectada en los últimos dos años por una enorme sequía, la cual mantiene a las autoridades alerta y las cual han tomado la decisión de pedir declarar a toda la comuna como "zona de escasez hídrica" y de emergencia agrícola al presidente Sebastián Piñera Echenique, esto beneficiará de forma inmediata a los agricultores de la comuna, mediante la entrega de recursos para paliar los efectos de la sequía en que la comuna se ha visto afectada.

### Pesca y acuicultura
Todas las playas de la comuna cuentan con sus respectivas caletas, donde se extrae gran cantidad de mariscos y pescados, enriqueciendo más aún su gastronomía local.

### Turismo

#### Playas
Dentro de la comuna de Canela, se pueden mencionar tres playas como las más concurridas:

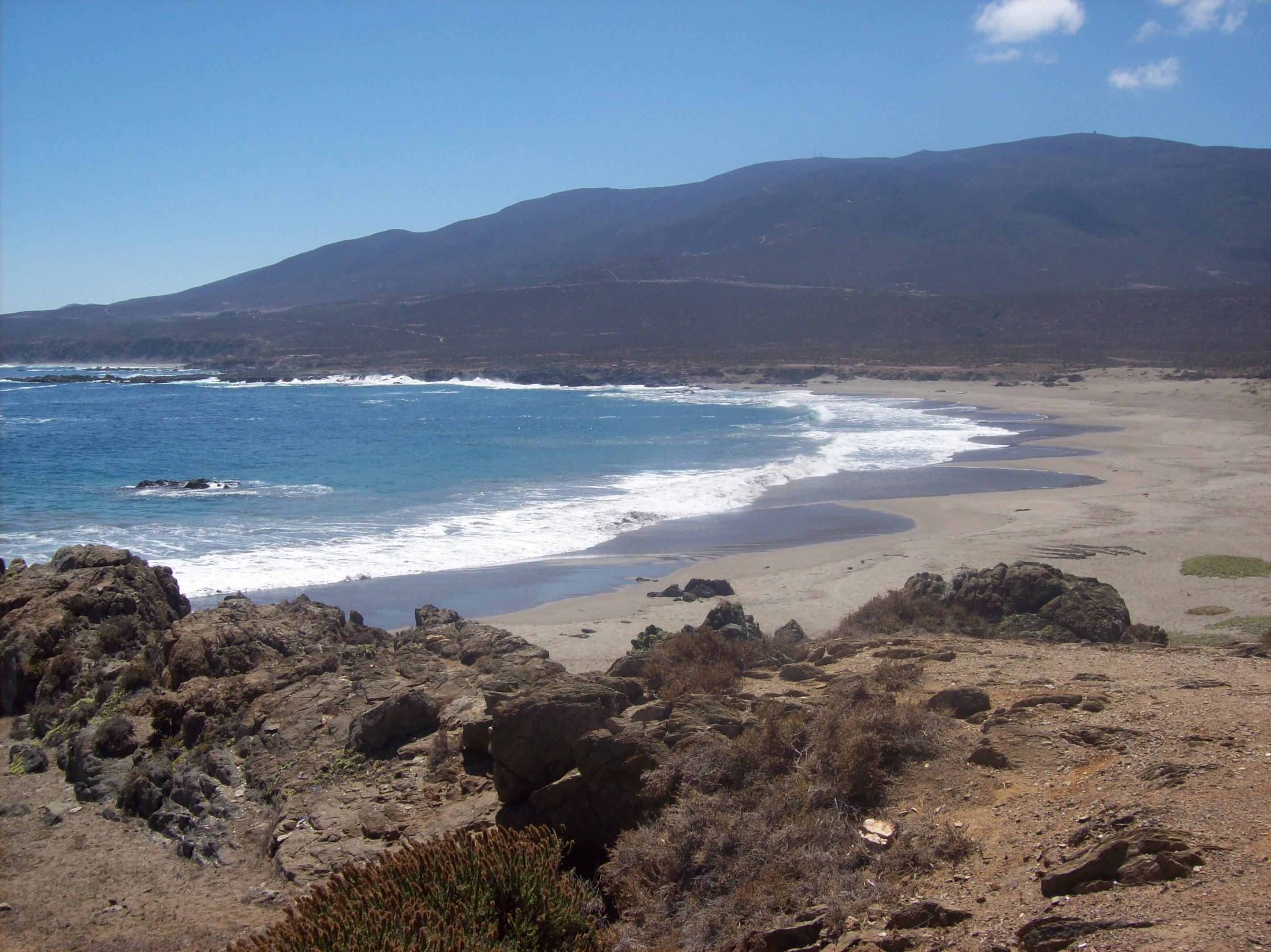
Playa de Agua Dulce, Canela

- Agua Dulce: ubicada a la altura del kilómetro 270 de la Carretera Panamericana. es una playa que actualmente se encuentra en manos de privados, y donde actualmente sólo se puede acceder caminando. En el año 1995, la playa Agua Dulce fue vendida por parte de la comunidad agrícola de Huentelauquén Norte a privados, hoy en día, aquel terreno pertenece a la empresa inmobiliaria Agua Dulce Limitada. El día 7 de febrero de 2015, mediante las gestiones conjuntas entre autoridades del Ministerio de Bienes Nacionales, la Municipalidad de Canela, la Gobernación de Choapa y la Dirección de Vialidad, se concretó la apertura del camino de acceso a la playa Agua Dulce (Ruta D-770), esto después de dos décadas (desde 1995), en que esta estuvo en manos de privados, lo cual se oponía y vulneraba el libre acceso a la playa como bien nacional de uso público. La apertura se enmarca dentro de una campaña gubernamental llamada: “Acceso a lo Nuestro: Patrimonio de todas y todos”, por lo cual, fue dictada una Resolución del 23 de enero del presente año, dictada por la Dirección de Vialidad a raíz de una solicitud de Bienes Nacionales, en la cual se les ordenó a los privados proceder a la reapertura y despeje de todo obstáculo del precitado camino público, restableciendo el libre uso público en toda su longitud y ancho. A su vez, el texto precisaba que si la Resolución no fuese cumplida por los propietarios de los predios colindantes al camino cinco días después de haber sido notificados, la Dirección de Vialidad de Coquimbo requeriría inmediatamente el auxilio de la fuerza pública al Gobernador Provincial de Choapa para proceder a la reapertura y despeje del camino. Esto fue lo que se llevó a cabo, ya que debido a la resistencia de los propietarios, personal de Vialidad ayudado por máquinas y por efectivos de la fuerza pública debieron despejar el camino.[40]
- Bahía Mansa, ubicada en el sector de Huentelauquén.
- Playas Huentelauquén Norte, ubicada en la localidad homónima, donde se encuentran una decena de playas, muchas de ellas no aptas para el baño, entre las más conocidas se encuentran: El Peñón, El Agua de La Zorra, entre otras.

- Puerto Oscuro, en el "km 280" de la Panamericana, un par de kilómetros al norte del Peaje Puerto Oscuro. La playa de Puerto Oscuro cuenta con una treintena de casas y un restaurante donde se pueden encontrar una gran variedad de pescados y mariscos de la caleta homónima, funcionando de manera permanente durante la época estival.
- Agua de la Zorra, ubicada en Huentelauquén Norte, es la única playa en la cual se puede acceder como campamento para el baño y acampado. Fue habilitada en 2013, por la Municipalidad de Canela, y cuenta con servicios de salvavidas y servicios higiénicos permanentes en temporada estival.

### Energía
- Parque eólico Canela I

El Parque Eólico Canela I es una agrupación de aerogeneradores, propiedad de Endesa, está ubicado en el kilómetro 298 a unos 30 kilómetros aproximadamente del cruce a Canela, en el sector de La Angostura. En octubre de 2006 se aprobó la Declaración de Impacto Ambiental (DIA) para la construcción del proyecto Canela I, constando de 6 aerogeneradores y una capacidad instalada de 9,9 MW. En febrero de 2007 se inician las obras civiles del proyecto, pero como se proyectó que el parque eólico podía generar aún más energía, en marzo de ese año se aprueba una segunda DIA para aumentar la potencia del parque eólico. Finalmente, el proyecto Canela I queda conformado de 11 aerogeneradores, tipo Vestas (V-82), con capacidad de generación de 1.65 MW cada uno y tiene una capacidad instalada total de 18,15 MW, generando anualmente 47.140 MWh.
- Parque eólico Canela II

El Parque eólico Canela II es una agrupación de aerogeneradores, situado en la comuna de Canela, a un costado de la Ruta 5 Norte, aproximadamente a 80 km al norte de la ciudad de Los Vilos, al sur del Parque eólico Canela I, en operación desde diciembre de 2007. El proyecto Parque eólico Canela II, consiste en la instalación de 40 aerogeneradores de tecnología ACCIONA Windpower con un diámetro máximo de rotor de 82 m y una altura de torre de 79 m. La potencia nominal es de 60 MW y tiene una producción media anual generable de 180.140 MWh. Este proyecto se conecta al Sistema Interconectado Central mediante la línea de transmisión de 2×220 kV Los Vilos-Pan de Azúcar, ubicada a aproximadamente un kilómetro del lugar de emplazamiento del proyecto.
- Parque eólico El Totoral

El Parque eólico Totoral es una agrupación de aerogeneradores perteneciente a la empresa Norvind S.A. y la empresa constructora Skanska, responsable de los caminos, fundaciones, cableado y construcción de las instalaciones internas del parque. El proyecto contempló la instalación de 23 aerogeneradores. Inyecta energía eléctrica al Sistema Interconectado Central a través de una subestación que se ubica a 8.2 km al norte de los aerogeneradores cerca del límite sur de la propiedad. La iniciativa implicó una inversión de US$ 140 millones, y consideró una potencia instalada de 46 MW, este proyecto permitirá generar un promedio de 110 gigavatios anuales, esto permite abastecer unos 50.000 hogares.
- Parque eólico Punta Palmeras

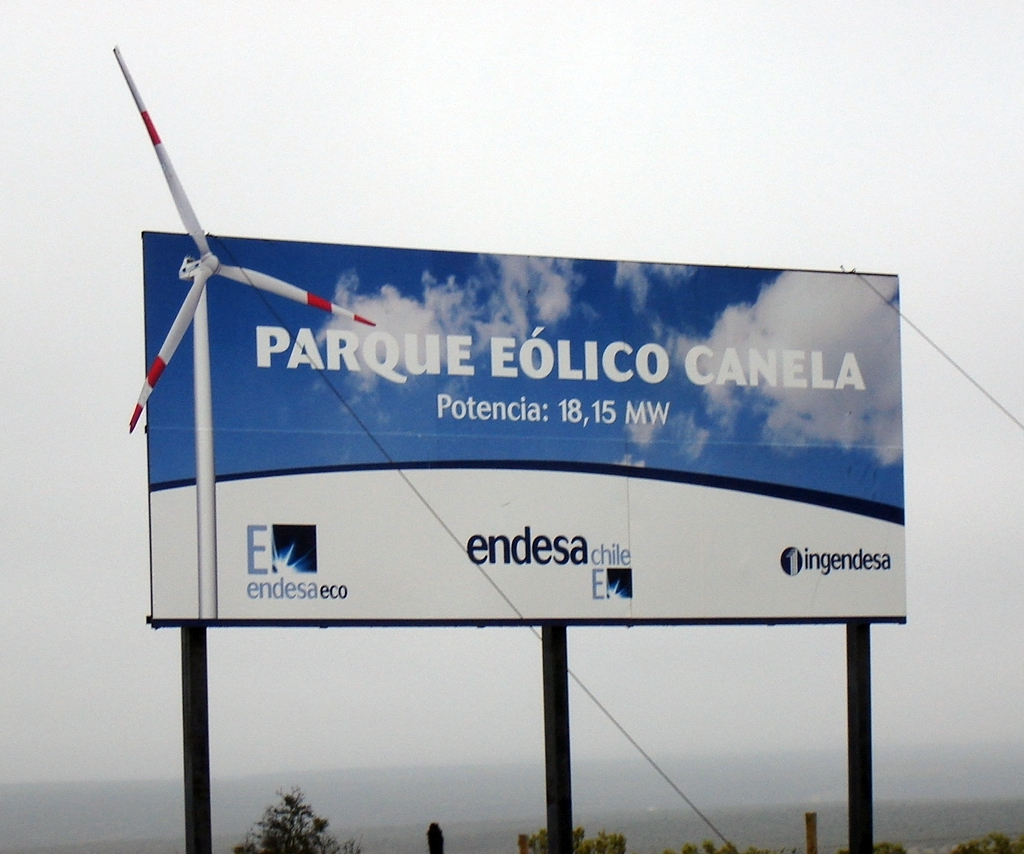
Parque eólico Canela I.

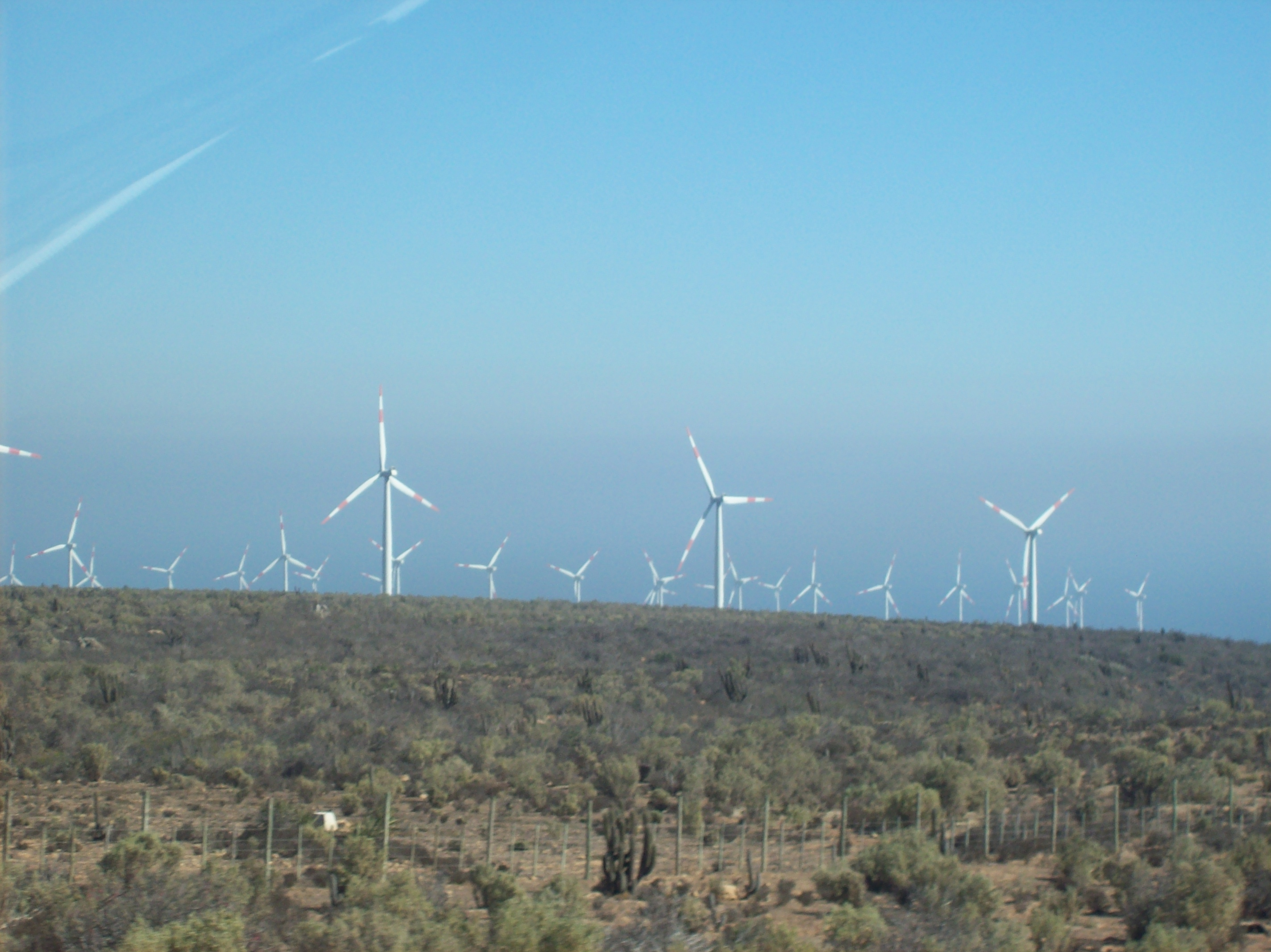
Parque eólico Canela II.

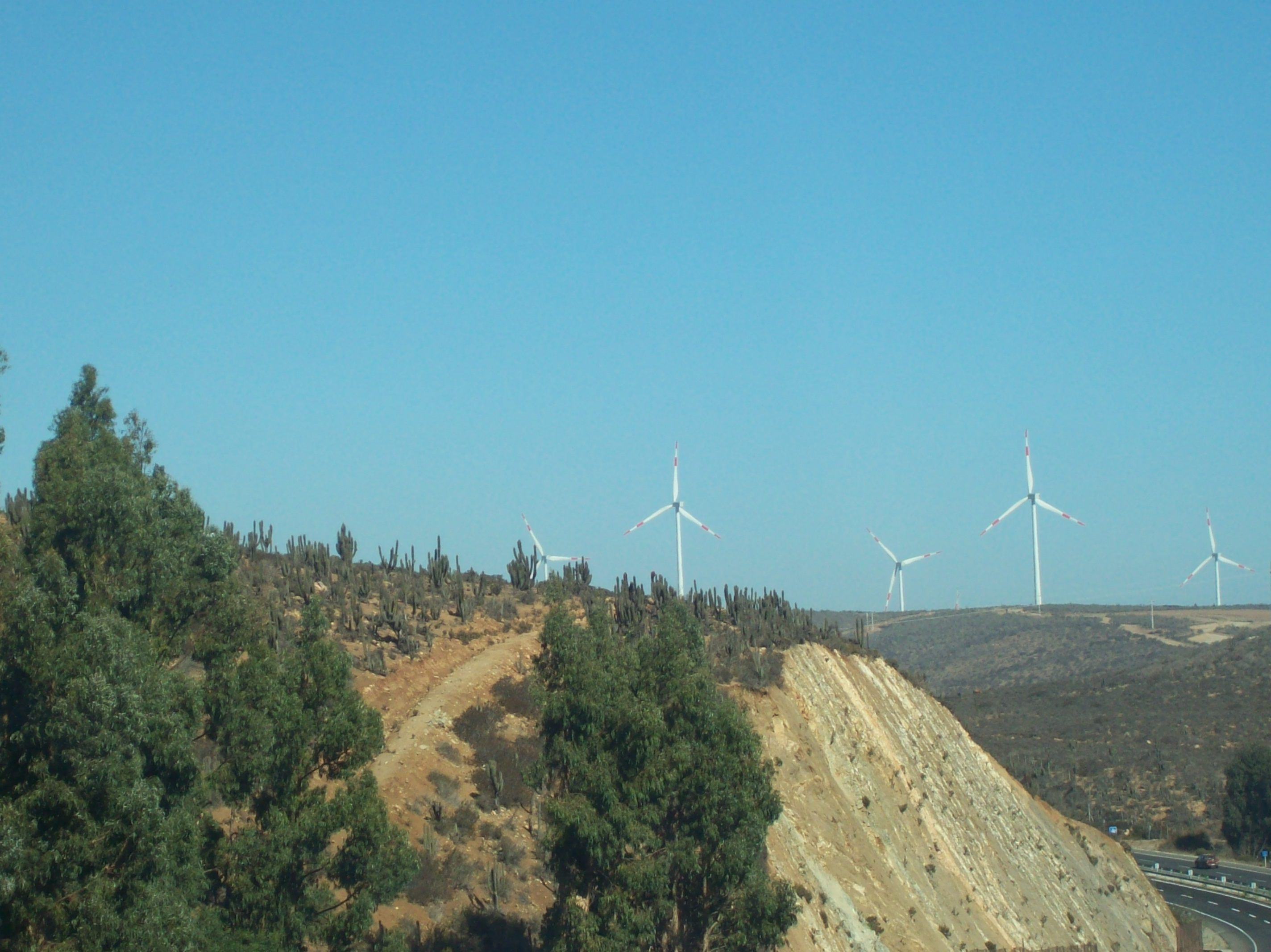
Parque eólico El Totoral.

Este Parque Eólico se convierte en el cuarto para la comuna y la Región de Coquimbo. Está en manos de la empresa "Acciona Energía", el cual fue puesto en operación en octubre de 2014, siendo inaugurado el día 15 de enero de 2015 por la presidenta de la República, el alcalde de la comuna y Directivos de la empresa. La puesta en marcha del parque representa la culminación de un proceso iniciado en junio de 2013. Las obras del parque. se iniciaron en noviembre de 2013 y finalizaron en menos de un año, con la entrada en operación de la instalación en la segunda quincena de octubre. La producción eléctrica del parque eólico –unos 124 millones de kilovatios hora anuales- se inyectará a la red en la subestación de Las Palmas, de 220 kV, del Sistema Interconectado Central (SIC). Tecnología El parque de Punta Palmeras está integrado por 15 aerogeneradores AW 116/3000, de 3 MW de potencia nominal, sobre torre de acero de 92 metros de altura. Dicho modelo, diseñado y fabricado por Aciona Windpower, dispone de un rotor de 116 metros de diámetro –con un área de barrido de 10.562 m²- que optimiza la captación de energía en emplazamientos de vientos medios (clase IEC IIa), reduciendo sensiblemente el costo de la energía para el promotor.
La producción del parque, evitará anualmente la emisión a la atmósfera de 119.000 toneladas de CO2 en centrales térmicas de carbón y la importación de unos 215.000 barriles de petróleo para generar la misma energía. Acciona ha aplicado en la construcción de Punta Palmeras la metodología de preservación ambiental que caracteriza a todos sus proyectos. Específicamente en este caso se han reubicado miles de plantas cactáceas y bromeliáceas propias de la vegetación semiárida; se han cultivado en invernadero plantas autóctonas para la posterior revegetación de terrenos afectados por las obras, y se ha llevado a cabo un programa de relocalización de pequeños mamíferos, anfibios y reptiles localizados en el entorno.

## Servicios

### Educación
La comuna cuenta con un número de 28 establecimientos educacionales de enseñanza básica, los cuales son administrados por el departamento de educación de la Ilustre Municipalidad de Canela, también cuenta con un liceo municipal, el liceo Padre José Herde, único en la comuna en entregar educación media, con lo cual la comuna logra entregar una cobertura de educación pública municipal del 88 %.

### Salud
La comuna administra un sistema de salud municipal, a cargo del Departamento de Salud de la Ilustre Municipalidad de Canela, cuenta con un consultorio urbano ubicado en Canela Baja y con 8 postas de salud rural (PSR), en el cual se encuentra un número de población inscrita validada en servicios de salud municipal FONASA de 9.084 personas (98 %). Actualmente se encuentra terminado un moderno Cesfam (Centro de Salud Familiar) en la comuna, próximo a inaugurarse.

## Cultura y festividades

### Ermita del Padre Alberto Hurtado

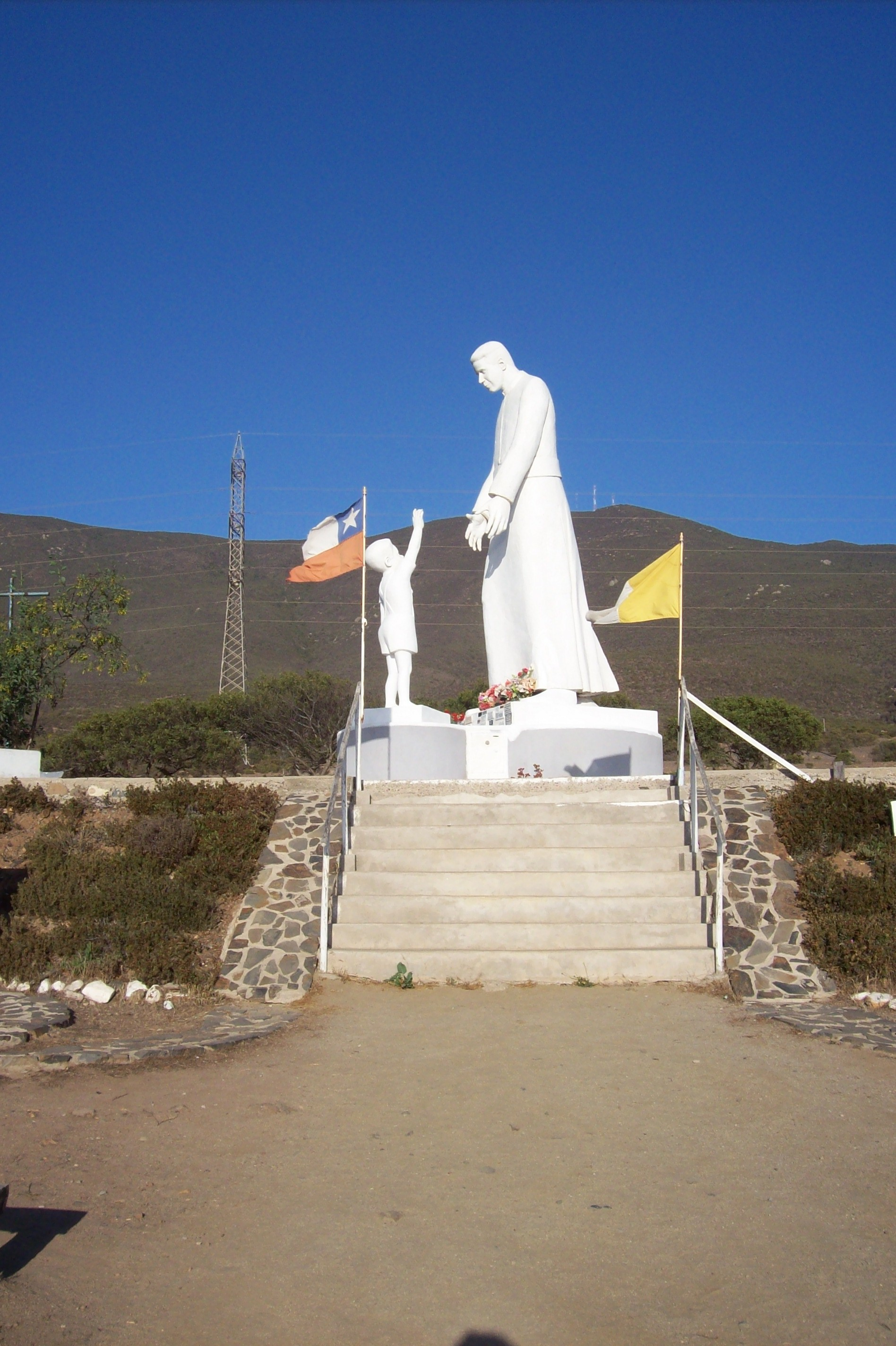
Ermita Padre Hurtado, Ruta 5 Norte.

Está ubicado en la Panamericana Norte a unos pocos kilómetros al sur de La Angostura, cruce para ir a Canela Baja. En él se encuentra una figura San Alberto Hurtado de unos cinco metros de alto y una capilla donde a menudo se hacen misas en honor a este santo chileno, convirtiéndose en un punto de visita para miles de turistas y personas que pasan por la carretera.

### Festival de la Canción de Canela
El Festival de la canción de Canela es un certamen musical chileno. Éste es de carácter gratuito, y se realiza por tres días, en el anfiteatro costanera de la ciudad de Canela.

### Iglesia parroquial de Mincha y Fiesta de la Candelaria

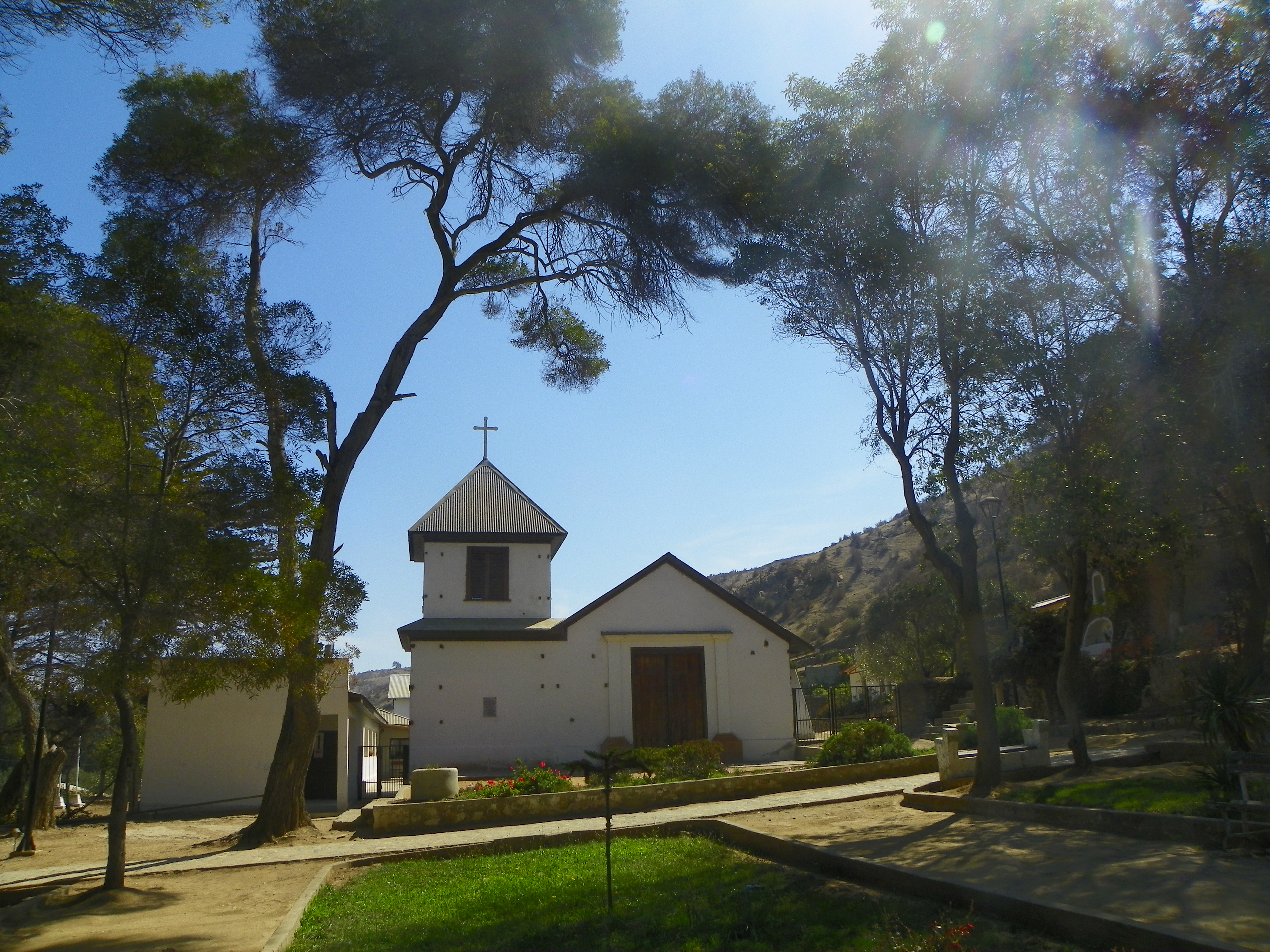
Iglesia de Mincha Norte, Monumento Histórico, Chile

Esta celebración religiosa se festeja el 2 de febrero de cada año en la iglesia de Mincha Norte. Los registros señalan que en la Iglesia parroquial de Mincha fue edificada entre los años 1741 y 1766 en honor a la Virgen de la Candelaria, y su celebración lleva desarrollándose por más de 300 años. La tradición conlleva el que durante el día de la celebración, la figura de la virgen sea sacada de su altar y darle un recorrido por toda la localidad, para luego volver a ser ingresada al edificio. La Iglesia fue declarada monumento histórico en 1980, y tuvo una profunda restauración en el año 2005.

### Desfile de Fiestas Patrias
El 18 de septiembre de cada año en el pueblo de Canela Baja se realiza un acto cívico en honor a la Independencia de Chile donde cientos de estudiantes pertenecientes tanto a la Escuela de Canela Baja como al Liceo Padre José Herde desfilan por las calles céntricas del pueblo con sus respectivas bandas de guerra. Posteriormente al desfile, la población se dirige a la calle principal Estanislao Ollarzú donde se procede a bailar algunos "pies de cuecas". Las actividades de fiestas patrias continñuan con las tradicionales ramadas y con un paseo familiar a "La Pampilla" al día siguiente, 19 de septiembre, campamento municipal a unos pocos kilómetros al sur de la comuna camino a la Ruta 5.

### Aniversario de la Comuna
En la segunda a tercera semana de marzo, se realiza el desfile cívico en Canela Baja, para conmemorar un nuevo aniversario de la fundación de la comuna de Canela. Al acto asisten las autoridades comunales, junto a destacadas personas y vecinos de las localidades.
Sin embargo, es de hacer notar que en 1984 se había declarado oficialmente el 12 de diciembre como fecha oficial de aniversario comunal por la alcaldesa designada María Nubia Jorquera.

## Acontecimientos

### Canela Bicentenario 2010

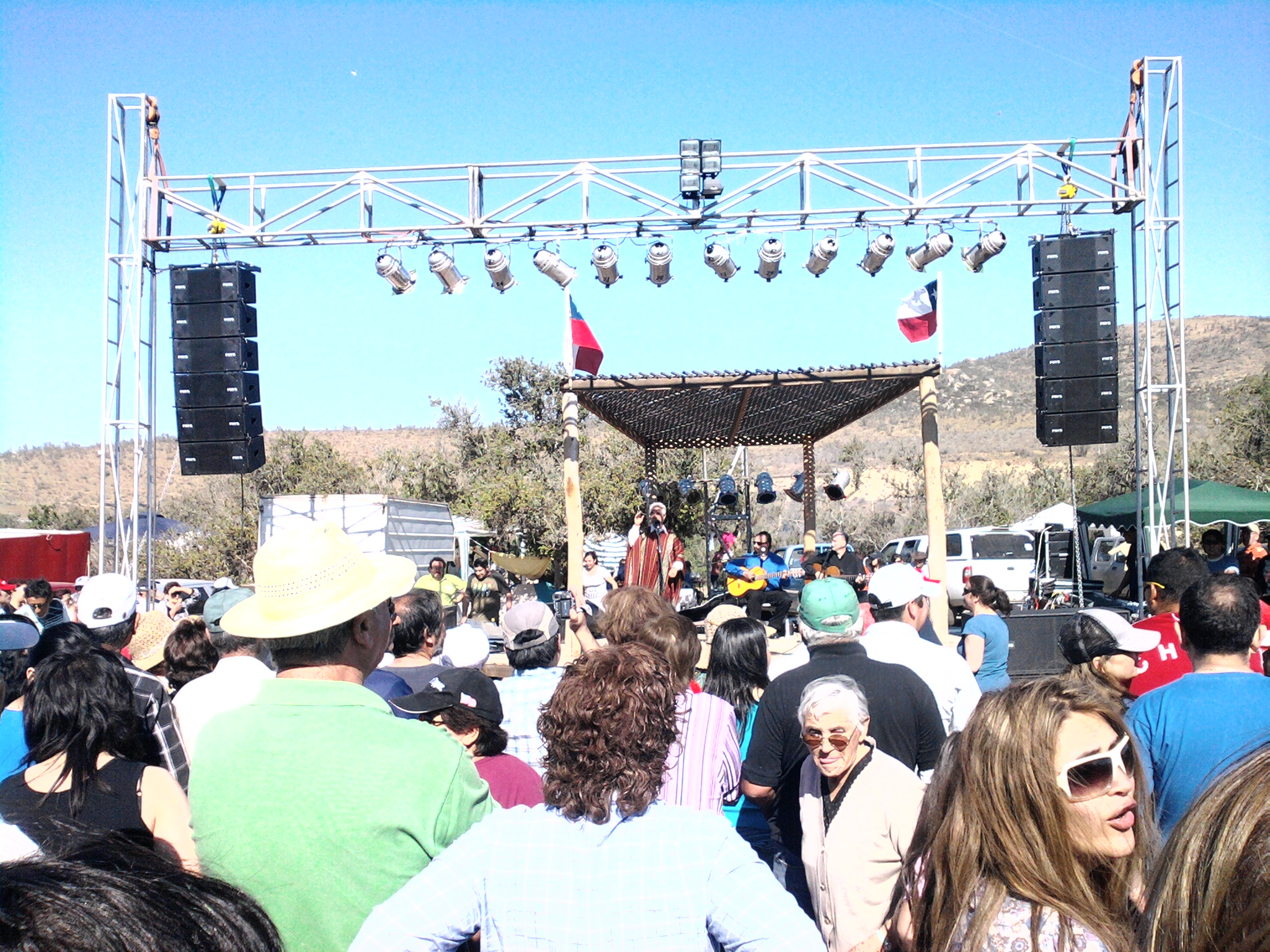
Pampilla Bicentenario Canela 2010.

La comuna de Canela celebró el Bicentenario. La conmemoración comenzó el día 17 de septiembre con un acto en honor a la Independencia de la patria, acto prececido por la Escuela de Canela Baja, la cual como cada año realizó un desfile por la calle principal Estanislao Ollarzú, también por su parte los alumnos del Liceo Padre José Herde formaron parte del desfile.
El día 18 de septiembre se llevó a cabo un segundo acto en la misma Plaza de Armas de Canela en conmemoración del Bicentenario de la Primera Junta Nacional de Gobierno, la cual contó con un desfile masivo, por sus calles pasaron el cuerpo de Bomberos, club de ancianos, entre otros, al finalizar contó con un desfile de huasos los cuales como de costumbre regalaron chicha en cacho.
El día 19 de septiembre se realizó el paseo al Campamento La Pampilla, paseo realizado por años por los canelinos, el año del Bicentenario de Chile contó con un escenario y una orquesta, con la que se pudieron escuchar todo el día cuecas y música criolla, también contó con la actuación del gran folclorista y actor chileno Jorge Yáñez. la fiesta continuó todo el día, donde hubo juegos tradicionales chilenos, asados y entretención.

### Rally Dakar Argentina-Chile

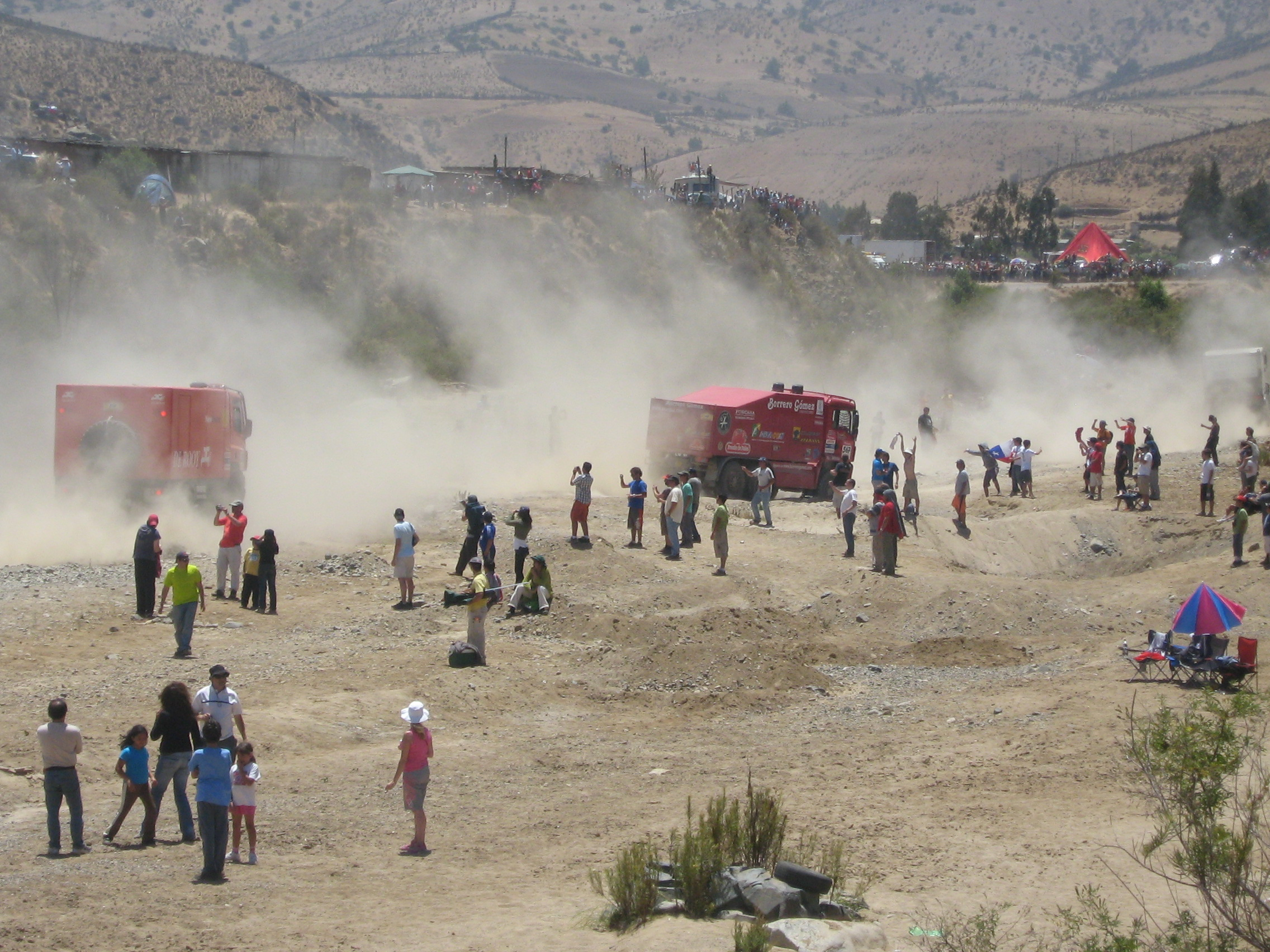
Rally Dakar Argentina-Chile 2009

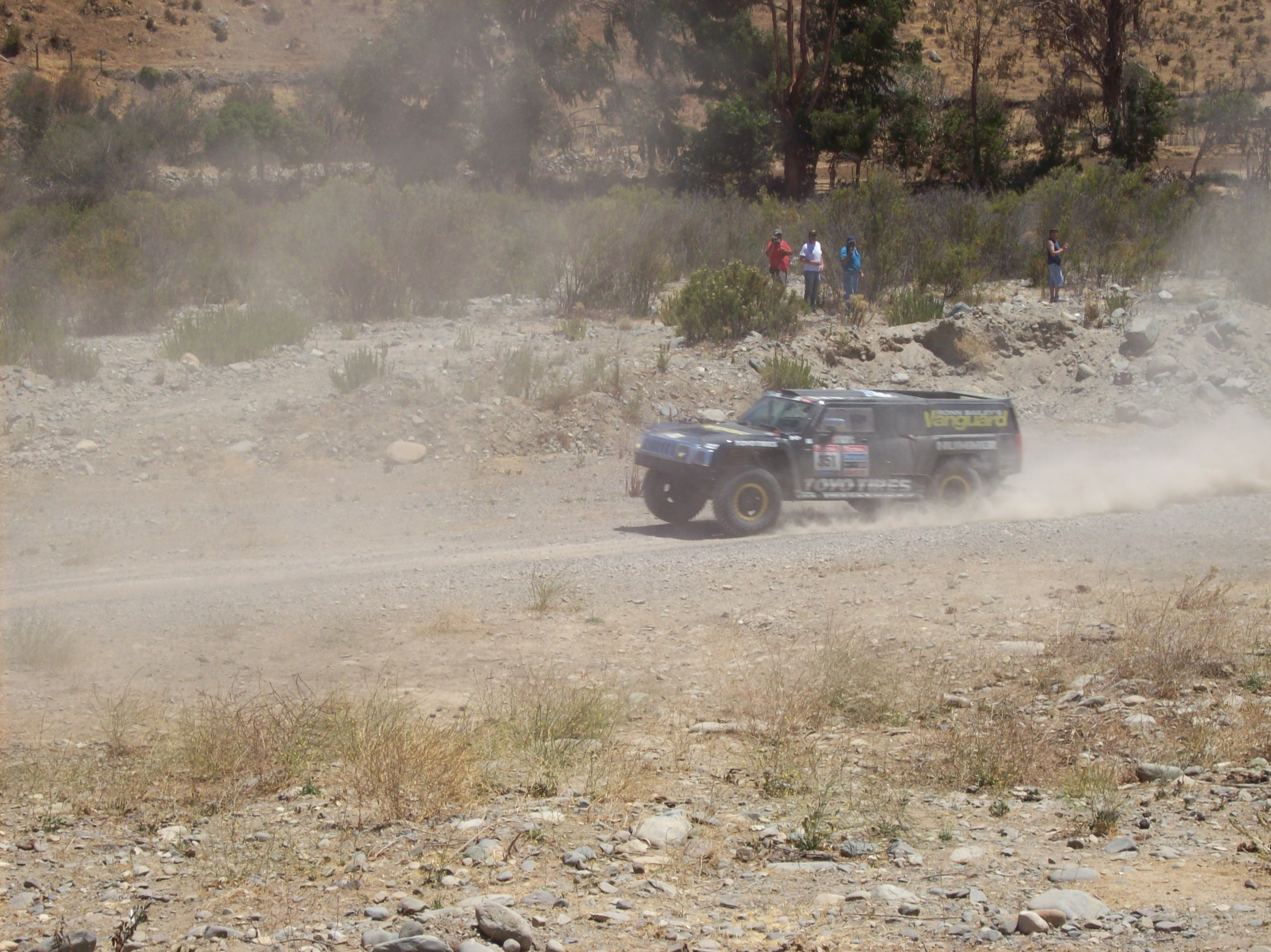
Rally Dakar Argentina-Chile 2010

El día 11 de enero de 2009, se realizó formalmente el Rally Dakar Argentina-Chile en tierras chilenas, correspondiente al séptimo tramo entre Valparaíso, Illapel y La Serena. La competencia se inició a eso de las 8:00 a las afueras de la ciudad de Illapel, pasando por las cercanías de Mincha y más tarde por la comuna de Canela. El primer competidor en pisar tierra canelina fue el piloto nacional Francisco López a las 8:37. Se calcula que para el evento llegó aproximadamente una población flotante de 20.000 personas, visitantes que acamparon en terrenos aledaños a la parada oficial del Rally Dakar en un terreno municipal a la salida norte del pueblo, en lo que se denomina "El Badén". Otros puntos de encuentro fueron la entrada a Canela Baja, en el sector de "El Trapiche", y "Atunguá", donde la vista privilegiada favorecía a disfrutar del espectáculo. En un orden correlativo primero pasaron las motos, después fue el turno de las autos y posteriormente al final terminaron los camiones a eso de las 14:00.
El día 12 de enero de 2010 se llevó a cabo por segundo año consecutivo el Rally Dakar Argentina-Chile 2010, al igual que el año anterior los competidores atravesaron la comuna, ahora de norte a sur, la expectación nuevamente fue el piloto chileno Francisco Chaleco López, quien arribó en el tercer puesto al pasar por la comuna, se calcula que el evento logró congregar a más de 5000 personas las cuales aportaron de buena manera a la economía local, ese año a diferencia del año anterior el marco de público que asistió al evento fue bastante menor, debido a que este se realizó dentro de un día hábil.

## Medios de comunicación

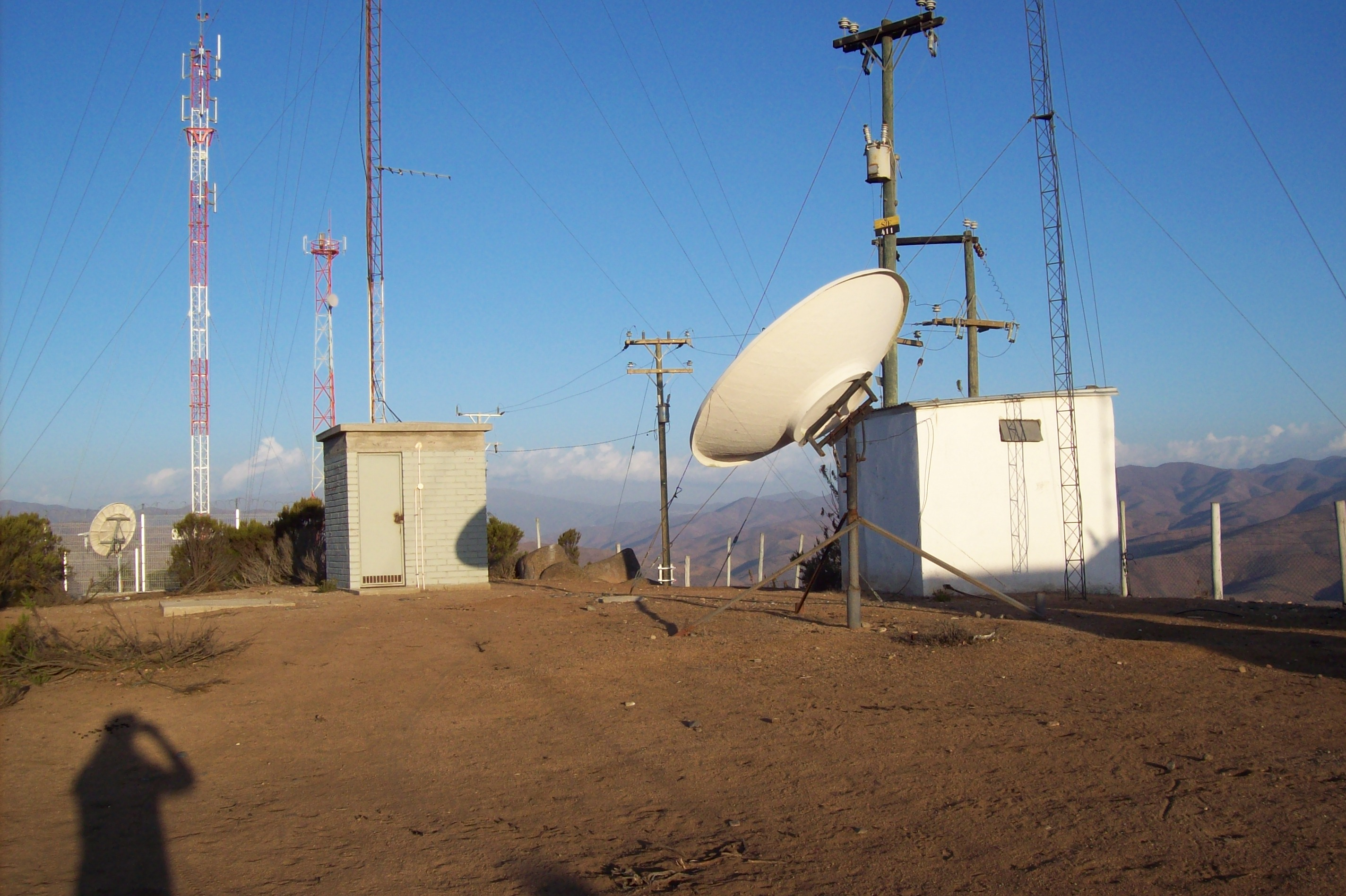
Cerro de las antenas en Canela Baja.

### Radios
- 98.9 MHz - Radio Choapa FM (Frecuencia en Canela)
- 90.9 Mhz - Radio Choapa FM (Frecuencia en Mincha)
- 92.3 MHz - Radio Asunción FM

### Diarios
- www.veetv.cl Veetv.cl comunidad y periodismo para el Choapa
- www.elcanelino.cl Red de Diarios Comunales.